# Yvoire
Yvoire ist eine französische Gemeinde mit 1052 Einwohnern (Stand 1. Januar 2022) im Département Haute-Savoie in der Region Auvergne-Rhône-Alpes.
Sie liegt am Südufer des Genfersees, zwischen Genf und Thonon-les-Bains/Évian-les-Bains, malerisch an der Nordspitze der Landzunge, die in den Genfersee ragt (Presqu’île du Léman). Yvoire, das als eines der Plus beaux villages de France (Schönste Dörfer Frankreichs) klassifiziert ist, zeichnet sich durch einen gut erhaltenen mittelalterlichen Dorfkern und überbordenden Blumenschmuck aus.

## Geschichte
Die strategische Lage Yvoire als Wachposten zwischen dem großen und kleinen See nutzte Graf Amédéé V. der Große ab 1306 zum Bau von mächtigen Befestigungsanlagen. Ein halbes Jahrhundert lang spielte die Stadt eine wichtige militärische Rolle, was ihren Bewohnern im Jahr 1324 sogar die Befreiung von Gebührenzahlungen einbrachte. Später, als die ganze Region von Bern besetzt war, verlor die Stadt zwischen 1536 und 1591 ihren militärischen Status und der Stadtmauer-Ring wurde abgebaut. Auch das Schloss wurde niedergebrannt und blieb 350 Jahre lang ohne Dach. Während einer langen Zeit blieb das Dorf bedeutungslos und aus der militärisch wichtigen Anlage wurde ein einfaches Bauern- und Fischerdorf. Durch den aufkommenden Tourismus setzte erst 1950 eine neue Entwicklung ein. 1959 erhielt das Dorf erstmals den nationalen Blumenpreis.

## Kultur und Sehenswürdigkeiten
Die Kirche, dem heiligen Pankratius gewidmet, wurde wahrscheinlich im 11. Jahrhundert errichtet und seitdem mehrere Male umgebaut. Der aktuelle Kirchturm stammt aus dem Jahr 1854 und gehört zur Familie der Zwiebeltürme, die die religiöse Architektur in Savoyen und im Piemont des ausgehenden 19. Jahrhunderts charakterisieren. Ursprünglich mit aufeinandergeschichteten Stahlblechen verkleidet, die dem Rost anheimfielen, musste der Kirchturm 1989 renoviert werden, wobei der Stahl durch rostfreien Stahl und Goldbleche ersetzt wurde.

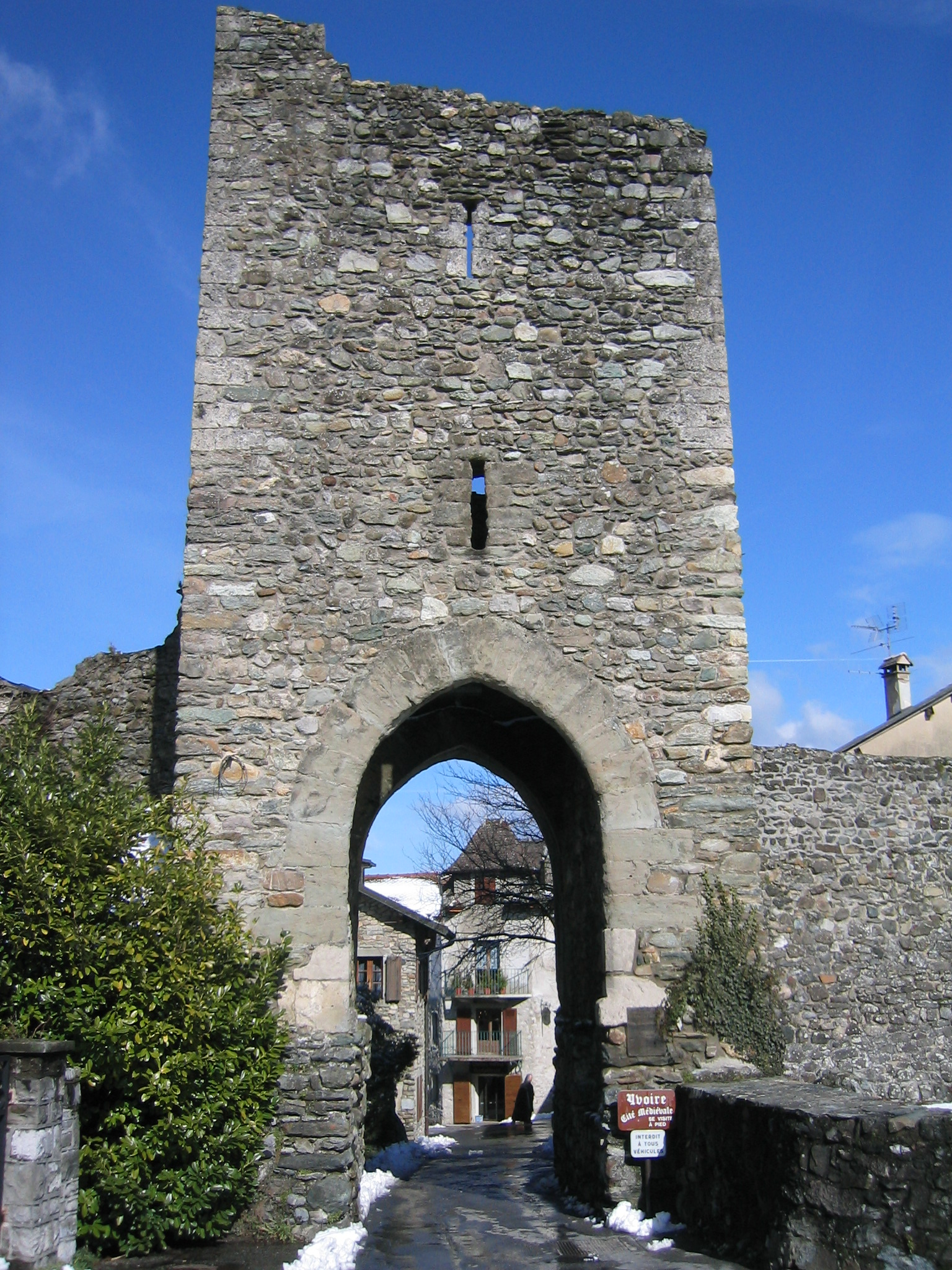
Stadttor
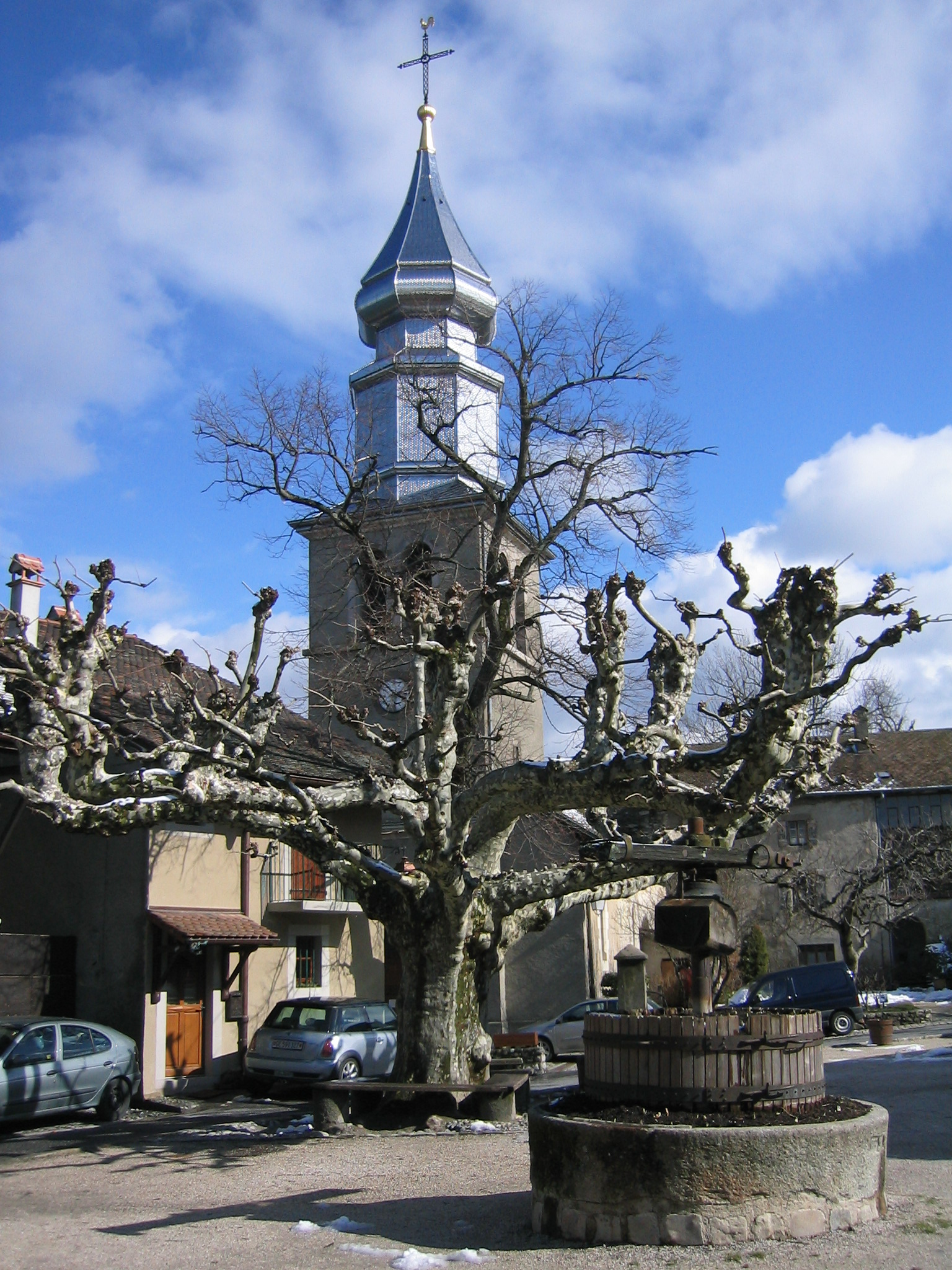
Kirche nach der Renovation 1989
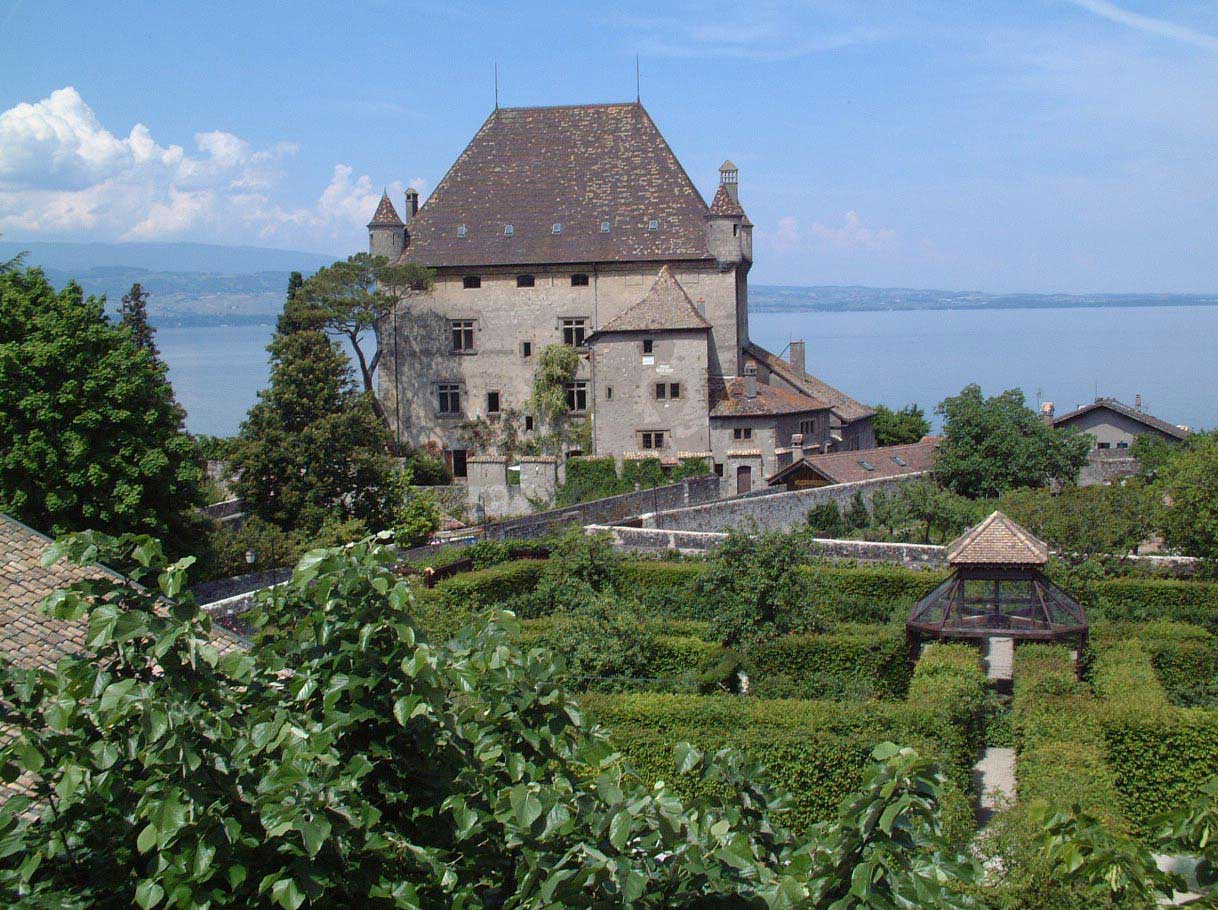
Schloss
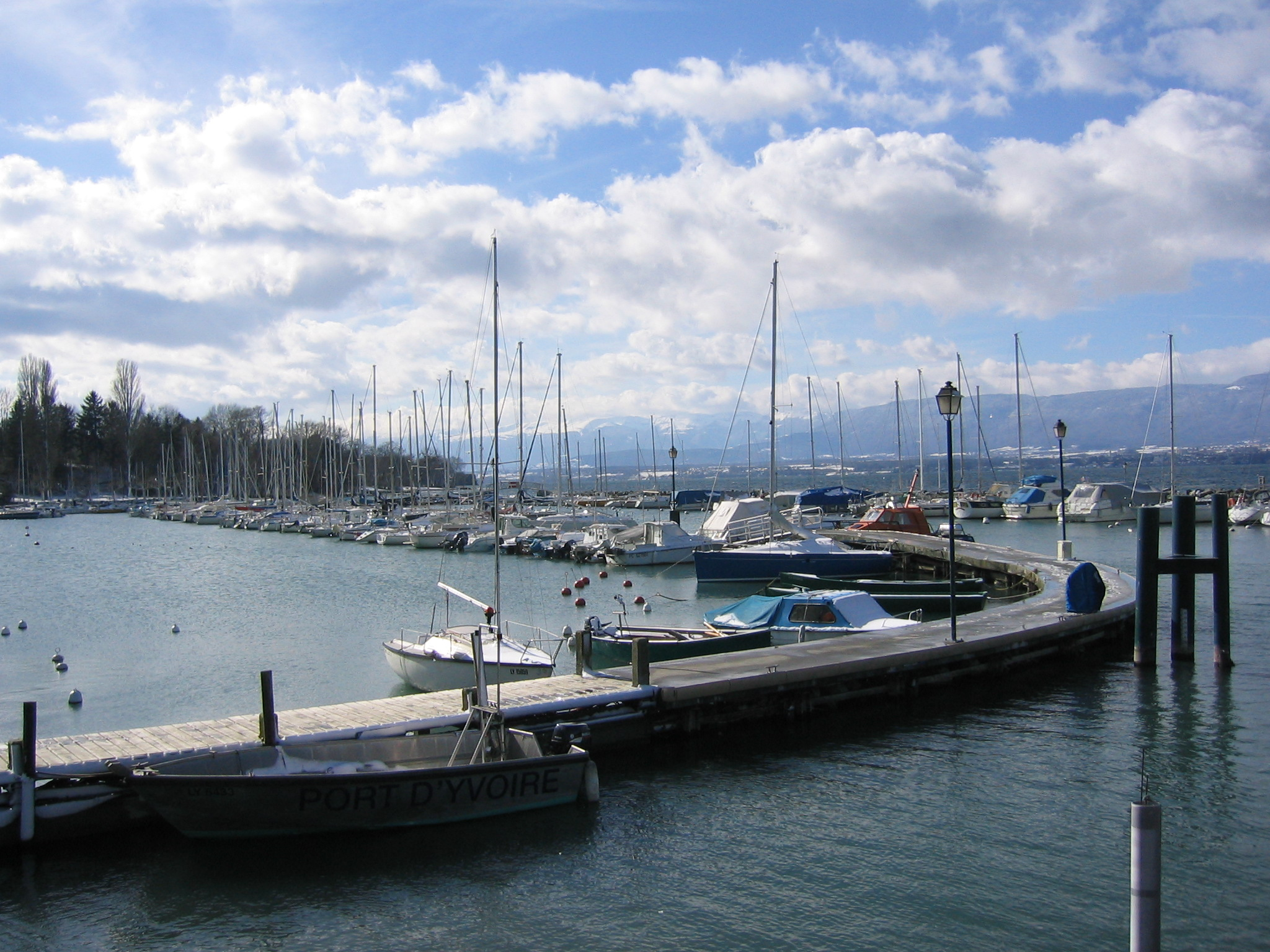
Hafen am Genfersee